# Schistura fasciolata
Schistura fasciolata är en fiskart som först beskrevs av Nichols och Pope 1927.  Schistura fasciolata ingår i släktet Schistura och familjen grönlingsfiskar. IUCN kategoriserar arten globalt som otillräckligt studerad. Inga underarter finns listade i Catalogue of Life.